# Главный госпиталь
«Главный госпиталь» (англ. General Hospital) — одна из самых длительных американских дневных телевизионных мыльных опер, которая выходит на канале ABC с 1 апреля 1963 года. Сериал включен в «Книгу рекордов Гиннесса» как самая продолжительная американская мыльная опера — на сегодняшний день после ушедшего уже в историю и закрытого телесериала: «Путеводный свет» — ещё в конце первой декады 2000-х, однако телесериал — не является самым продолжительным телесериалом в мире по количеству общего нахождения в эфире — на сегодняшний день, уступив при этом первое место в этом плане — британской мыльной опере, находящиеся в телеэфире немного(на пять лет) больше: «Улице Коронации» и самой многочисленной телепрограммой в плане общего нахождения на телевидении, в эфире на телевидении и радио и в плане общего количества серий/эпизодов и количества часов в эфире в истории вещания, уступив при этом ветку первенства другим программам, таким как: Grand Ole Opry — первой в истории радио и телепередаче — передаче запущенной с 1925 года, религиозной радио и затем телепрограмме BBC: The Daily Service (с 1928 г.), религиозной радио- и телепрограмме CBS: «Музыка и изреченное слово» (с 1929 г.), норвежской детской радио и телепередаче: Lørdagsbarnetimen (1924—2010 гг.), а также мыльным операм: «Путеводный свет», «Как вращается мир» и британской: «Улице Коронации» — которые находятся, или находились, выходят, или выходили в эфир — немного дольше по времени или имеют/имели в общей сложности большее количество часов в телеэфире.. Шоу, тем не менее — является также самым длительным проектом, снимающимся в Голливуде, а также — самым длительным проектом канала ABC. Сериал перешагнул рубеж в 15000 серий — в прошлом году и на сегодняшний день насчитывает более 15350 серий и на сегодняшний день уверенно приближается к своему 60-летнему юбилею — в следующем году и к месту первенства как самой многочисленной мыльной оперой — по общему количеству серий в истории существующего дневного телевидения и в ближайшие два года перешагнет в этом плане уже закрытый: Путеводный свет, если по-прежнему останется в эфире.
Шоу было создано супружеской парой сценаристов Фрэнком и Дорис Хёрсли, их замысел был в том, что действие будет происходить в обыкновенной больнице неназванного вымышленного городка. Только в 1970-х годах этому вымышленному городу дали название — Порт Чарльз — штата Нью-Йорк.
Сериалу принадлежит рекорд по количеству наград «Эмми» в категории «Лучший драматический сериал» — десять побед. Популярность сериала привела к созданию нескольких иностранных адаптаций и спин-оффов.
Центральная больница достигла своей рейтинговой вершины в начале 1980-х благодаря популярности героев Люка и Лоры (Энтони Гири и Джени Фрэнсис), чью свадьбу в 1981 году смотрело более 30 миллионов зрителей, что является абсолютным рекордом в истории мыльных опер и на сегодняшний день. Шоу — стало настолько популярным, что даже такие именитые голливудские актёры, как: Розанна Барр, Джеймс Франко и Элизабет Тэйлор — согласились и были приглашены — на съёмки для игры в нескольких эпизодах. А пара Люка и Лоры даже удостоилась побывать на самой обложке журнала: «Time»…
В 2003 году «TV Guide» присвоил шоу титул «Величайшей мыльной оперы всех времен». В 2007 году — тот же журнал: «Time» включил сериал в список «Ста лучших телешоу в истории».
С 17 сентября 2010 года сериал является старейшей американской мыльной оперой. 14 апреля 2011 года ABC объявил об закрытии сериалов «Все мои дети» и «Одна жизнь, чтобы жить», оставив лишь Центральную больницу в качестве единственной мыльной оперы канала.

## Актёры и персонажи
В алфавитном порядке

### Текущий основной состав
| Актёр                | Персонаж            | Продолжительность                      |
| -------------------- | ------------------- | -------------------------------------- |
| Старр Мэннинг        | Дамиан Спинелли     | 2006—                                  |
| Брэндон Бараш        | Джонни Заккахара    | 2007—                                  |
| Морис Бернар         | Сонни Коринтос      | 1989-89, 1998—                         |
| Шон Блэкмор          | Шон Батлер          | 2011—                                  |
| Чад Дюэл             | Майкл Коринтос      | 2010—                                  |
| Майкл Истон          | Джон Макбейн        | 2012—                                  |
| Джейн Эллиот         | Трейси Куартермайн  | 1978-81, 1990-90, 1994-95, 2003—       |
| Нэнси Ли Гран        | Алексис Дэвис       | 1996—                                  |
| Ребекка Херпст       | Элизабет Уэббер     | 1997—                                  |
| Роджер Ховарт        | Тодд Мэннинг        | 2012—                                  |
| Финола Хьюз          | Анна Дивэйн         | 1985-91, 1995, 2006, 2007, 2008, 2012— |
| Шон Канан            | Эй Джей Куартермайн | 1993-97, 2012—                         |
| Лиза Лоцицеро        | Оливия Фалценелли   | 2008—                                  |
| Келли Монако         | Сэм Морган          | 2003—                                  |
| Линдсей Морган       | Кристина Дэвис      | 2012—                                  |
| Скотт Ривз           | Стивен Уэббер       | 2009—                                  |
| Марк Энтони Сэмюэлэл | Феликс Дюбуа        | 2012—                                  |
| Кирстен Стормс       | Макси Джонс         | 1996, 2003—                            |
| Келли Салливан       | Кейт Ховард         | 2011—                                  |
| Джейсон Томпсон      | Патрик Дрейк        | 2005—2015                              |
| Эрик Вальдес         | Трэй Митчел         | 2012—                                  |
| Лора Райт            | Карли Джекс         | 2005—                                  |
| Джон Дж. Йорк        | Maк Скорпио         | 1991—                                  |
| Доминик Зампрогна    | Данте Фалценелли    | 2009—                                  |
| Боб Хастингс         | капитан Барт Рамси  |                                        |